# Шеєнська мова
Шеєнська, чеєнська мова (Tsėhesenėstsestotse, англ. Cheyenne language) — індіанська мова Північної Америки — мова шеєннів, поширена в сучасних штатах Монтана і Оклахома. Як і інші алгонкінські мови, має складну аглютинативну морфологію.

## Класифікація
Шеєнська мова належить до алгонкінської групи (підгрупа рівнинних алгонкінських мов) в складі алгської сім'ї. Точніше кажучи, рівнинні алгонкінські мови є швидше територіальним, ніж генетичним об'єднанням.

## Географічне поширення

Поширення шаєнської мови в США

Шеєнська мова використовується в Північній Шейєннській резервації у штатах Монтана і Оклахома. Носіями її є близько 1700 осіб, в основному дорослі.

## Фонологія
Шеєнська фонологія не є особливо складною. Голосних всього три, проте кожна з них може вимовлятися одним з трьох тонів: високим (наприклад, á), низьким (наприклад, a) і німим (наприклад, ė). Існують також два додаткових тонових варіанти: середній (наприклад, ā) і висхідно-високий (наприклад, ô).
Тони нерідко не відображаються у правописі, хоча для їх передачі існують стандартні діакритичні значки.
Шеєнська орфографія з 14 букв не є ні суто фонемною системою, ні фонетичною транскрипцією; це швидше, висловлюючись словами лінгвіста Вейна Лемана (англ. Wayne Leman), «орфографія вимови». Іншими словами, це практична система правопису, призначена для того, щоб спростити правильну вимову.
|            | Білабіальні | Дентальні | Постальвеолярні | Велярні | Гортанні |
| ---------- | ----------- | --------- | --------------- | ------- | -------- |
| Вибухові   | p           | t         |                 | k       | ʔ        |
| Фрикативні | v           | s         | ʃ               | (x)     | h        |
| Носові     | m           | n         |                 |         |          |

|           | Передній ряд | Середній ряд | Задній ряд |
| --------- | ------------ | ------------ | ---------- |
| Не низькі | e            |              | o          |
| Низькі    |              | a            |            |

## Граматика
У шеєнській мові члени речення виступають не як окремі займенники, але як займенникові афікси дієслова. У займенниковій системі використовуються типові для алгонкінських мов відмінності: три граматичних особи (1-а, 2-а, 3-а) плюс «віддалена третя» особа, два числа (однина і множина), одухотвореність (живі і неживі іменники), інклюзивний і ексклюзивний займенник «ми» (ми з тобою / ми без тебе). «Віддалена третя» особа — особа, на якій в цей час не фокусується увага і, якщо в розмові згадуються дві або більше треті особи, то одна з них стає «віддаленою». Якщо «віддалена» особа — живий об'єкт, вона маркується суфіксом -o або -óho. Відповідні маркери віддаленої особи приймають і дієслова.

### Займенникові афікси
Ná- 1-е особа 

Né- 2-е особа 

É- 3-є особа
Зазначені 3 префікси можуть поєднуватися з різними суфіксами для вираження всіх можливих займенникових відмінностей. Наприклад, префікс ná- може поєднуватися в дієслові з суфіксом -me для передачі 1-ї особи мн ексклюзивної («ми без тебе»), як у прикладі nátahpetame, «ми  ЕКСКЛ  є великими».

## Історичний розвиток
Як і інші алгонкінські мови, шеєнська мова розвинулася з, що реконструюється, яку назтвають прото-алгонкінською мовою. Звукові зміни на шляху від протоалгонкінської до сучасної шаєнської були досить складними, як показує приклад розвитку протоалгонкінського слова erenyiwa «чоловік» у шаєнське hetane:
- Спочатку відпав протоалгонкінський суфікс -wa(erenyi)
- Гемінатна послідовність голосних -yi- спростилася до /i/ (ereni)
- PA */r/ змінилося на /t/ (eteni)
- /H/ додався перед початковим голосним (heteni)
- Відбувся подвійний зсув голосних (hetane).

## Лексика
Приклади шаєнських слів (разом з реконструйованими протоалгонкінськими формами):
- Ame (ПА pemyi, «жир»)
- He'e (ПА weθkweni, «його печінку»)
- Hē'e (ПА eθkwe·wa, «жінка»)
- Hetane (ПА erenyiwa, «чоловік»)
- Ma'heo'o («святий дух, Бог»)
- Matana (ПА meθenyi, «молоко»)